# دالی واترز
دالی واترز (به انگلیسی: Daly Waters) شهرکی واقع در ایالت قلمرو شمالی در استرالیاست.

## آب و هوا
| داده‌های اقلیم دالی واترز | داده‌های اقلیم دالی واترز | داده‌های اقلیم دالی واترز | داده‌های اقلیم دالی واترز | داده‌های اقلیم دالی واترز | داده‌های اقلیم دالی واترز | داده‌های اقلیم دالی واترز | داده‌های اقلیم دالی واترز | داده‌های اقلیم دالی واترز | داده‌های اقلیم دالی واترز | داده‌های اقلیم دالی واترز | داده‌های اقلیم دالی واترز | داده‌های اقلیم دالی واترز | داده‌های اقلیم دالی واترز |
| ماه                      | ژانویه                   | فوریه                    | مارس                     | آوریل                    | مه                       | ژوئن                     | ژوئیه                    | اوت                      | سپتامبر                  | اکتبر                    | نوامبر                   | دسامبر                   | سال                      |
| ------------------------ | ------------------------ | ------------------------ | ------------------------ | ------------------------ | ------------------------ | ------------------------ | ------------------------ | ------------------------ | ------------------------ | ------------------------ | ------------------------ | ------------------------ | ------------------------ |
| سابقهٔ بیش‌ترین °C (°F)    | ۴۴٫۰ (۱۱۱)               | ۴۲٫۰ (۱۰۸)               | ۴۰٫۰ (۱۰۴)               | ۳۸٫۷ (۱۰۲)               | ۳۶٫۵ (۹۸)                | ۳۵٫۳ (۹۶)                | ۳۴٫۹ (۹۵)                | ۳۷٫۵ (۱۰۰)               | ۳۹٫۵ (۱۰۳)               | ۴۱٫۷ (۱۰۷)               | ۴۲٫۸ (۱۰۹)               | ۴۳٫۵ (۱۱۰)               | ۴۴ (۱۱۱)                 |
| میانگین بیش‌ترین °C (°F)  | ۳۶٫۶ (۹۸)                | ۳۵٫۵ (۹۶)                | ۳۴٫۶ (۹۴)                | ۳۳٫۷ (۹۳)                | ۳۱٫۴ (۸۹)                | ۲۸٫۷ (۸۴)                | ۲۸٫۹ (۸۴)                | ۳۱٫۹ (۸۹)                | ۳۵٫۰ (۹۵)                | ۳۷٫۷ (۱۰۰)               | ۳۸٫۴ (۱۰۱)               | ۳۸٫۲ (۱۰۱)               | ۳۴٫۲۲ (۹۳٫۷)             |
| میانگین کم‌ترین °C (°F)   | ۲۴٫۰ (۷۵)                | ۲۳٫۴ (۷۴)                | ۲۲٫۴ (۷۲)                | ۱۹٫۳ (۶۷)                | ۱۵٫۸ (۶۰)                | ۱۲٫۹ (۵۵)                | ۱۱٫۸ (۵۳)                | ۱۳٫۵ (۵۶)                | ۱۷٫۲ (۶۳)                | ۲۱٫۱ (۷۰)                | ۲۳٫۵ (۷۴)                | ۲۴٫۰ (۷۵)                | ۱۹٫۰۸ (۶۶٫۲)             |
| سابقهٔ کم‌ترین °C (°F)     | ۱۵٫۶ (۶۰)                | ۱۵٫۶ (۶۰)                | ۱۴٫۰ (۵۷)                | ۱۱٫۲ (۵۲)                | ۵٫۰ (۴۱)                 | ۲٫۱ (۳۶)                 | ۲٫۰ (۳۶)                 | ۲٫۷ (۳۷)                 | ۵٫۲ (۴۱)                 | ۱۱٫۰ (۵۲)                | ۱۴٫۹ (۵۹)                | ۱۶٫۰ (۶۱)                | ۲ (۳۶)                   |
| بارندگی میلی‌متر (اینچ)   | ۱۶۶٫۵ (۶٫۵۶)             | ۱۶۵٫۲ (۶٫۵)              | ۱۱۷٫۷ (۴٫۶۳)             | ۲۳٫۷ (۰٫۹۳)              | ۵٫۰ (۰٫۲)                | ۵٫۶ (۰٫۲۲)               | ۱٫۵ (۰٫۰۶)               | ۱٫۷ (۰٫۰۷)               | ۴٫۹ (۰٫۱۹)               | ۲۲٫۵ (۰٫۸۹)              | ۵۸٫۱ (۲٫۲۹)              | ۱۱۰٫۲ (۴٫۳۴)             | ۶۷۷٫۵ (۲۶٫۶۷)            |
| میانگین روزهای بارانی    | ۱۲٫۲                     | ۱۲٫۰                     | ۸٫۳                      | ۲٫۵                      | ۰٫۶                      | ۰٫۵                      | ۰٫۳                      | ۰٫۲                      | ۰٫۷                      | ۲٫۸                      | ۶٫۱                      | ۹٫۹                      | ۵۶٫۱                     |
| منبع:                    |                          |                          |                          |                          |                          |                          |                          |                          |                          |                          |                          |                          |                          |